# Impérialisme américain
L'impérialisme américain est une expression utilisée pour désigner, de manière critique, l'influence des États-Unis dans les domaines politiques, militaires, économiques et culturels à l'échelle mondiale. Ces termes impliquent généralement une appréciation défavorable, notamment lorsqu'ils évoquent la suprématie militaire et la politique étrangère américaines.
Pour Tommaso Padoa-Schioppa, après la fin de la guerre froide, l'Amérique d'abord de « façon raffinée », sous la présidence de Bill Clinton, puis de façon plus brutale sous George W. Bush devient plus impériale qu'au sortir de la Seconde Guerre mondiale en tant que superpuissance, où elle avait contribué à bâtir des organisations multilatérales qui, d'une certaine façon, jouaient un rôle de contre-pouvoir,.

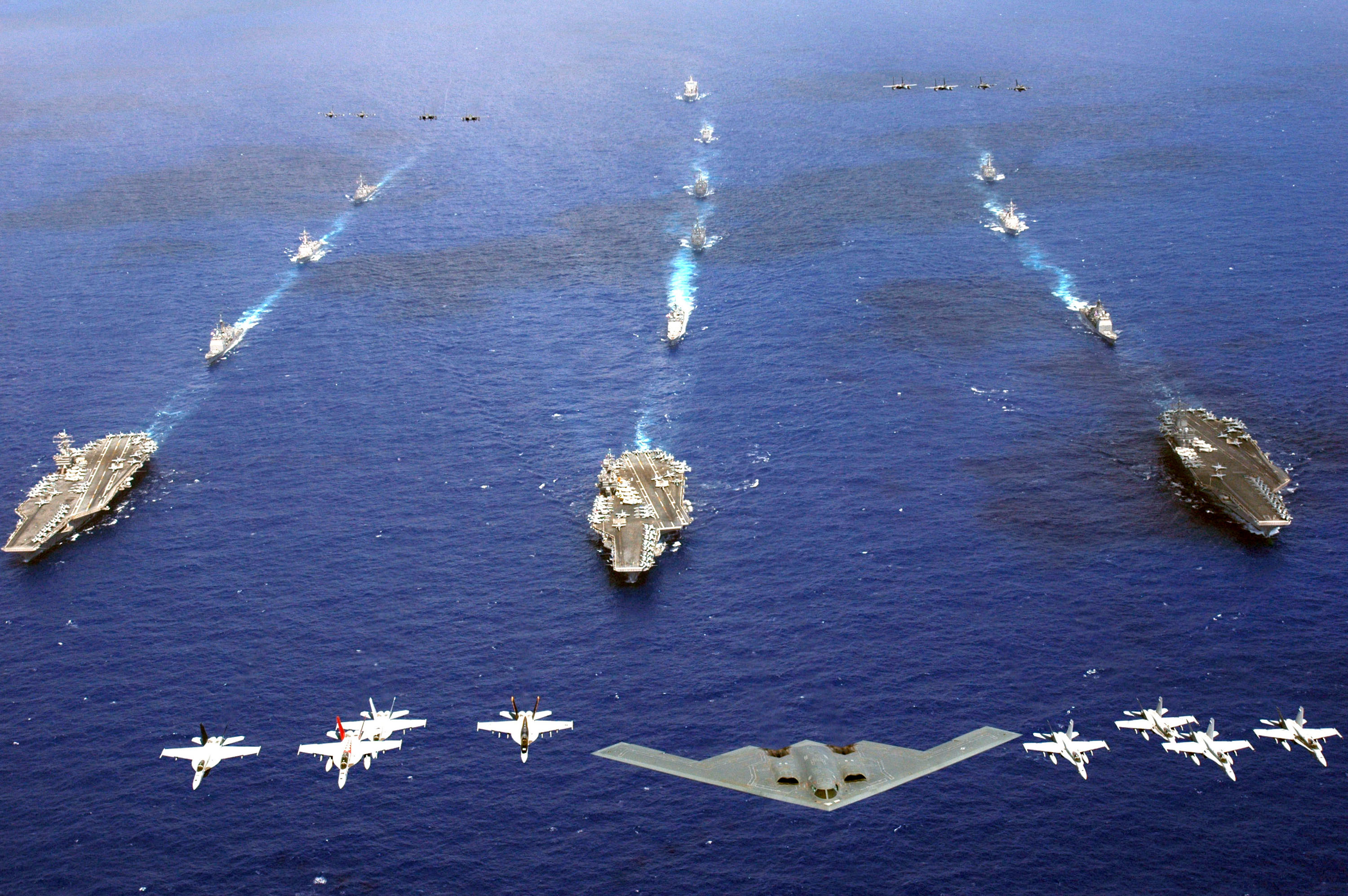
L'exercice interarmes Valiant Shield, regroupant trois groupes aéronavals dans la partie ouest de l'Océan Pacifique le 18 juin 2006, mobilisa 28 navires dont trois porte-avions nucléaires, 300 aéronefs, et environ 20000 militaires.
La démonstration, par son ampleur, concerne autant la coordination de forces combinées sur le terrain que la géopolitique sur le plan médiatique ; elle est à corréler à la crise de juillet 2006, la Corée du Nord s'apprêtant en outre à effectuer son premier essai nucléaire opérationnel durant l'automne.

## Interprétation des termes
Le concept d'Empire américain (« American empire ») s'est répandu pour la première fois dans les médias sous la présidence de James K. Polk, avec l'annexion par les États-Unis de territoires mexicains lors de la guerre américano-mexicaine (1846-1848). Dans l'après-guerre ce fut en France en 1968, Claude Julien, directeur à partir de 1973 du Monde diplomatique, qui théorisa ce concept.
" Ce n'est pas, écrit-il, parce que les États-Unis ne possèdent pas de colonies, qu'ils ne constituent pas un empire sans frontières" ». "Il est aujourd'hui le plus puissant que l'histoire ait connu, par sa capacité de production (les États-Unis assurent, avec 6 % de la population mondiale, 43 % de la production du monde non communiste), par sa puissance militaire, par son dynamisme contagieux et l'extension de son influence".
D'une manière générale, si les historiens associent la notion d'empire à l'Empire romain, les théoriciens[C'est-à-dire ?] du début du XXe siècle tel Alfred Zimmern se référaient plutôt au siècle de Périclès et à l'impérialisme athénien, quand Athènes dut constituer une marine puissante dans le cadre de la ligue de Délos pour sécuriser ses approvisionnements en grains en provenance de la mer Noire.
Le débat sur le concept d'un empire américain pose habituellement[Pour qui ?] trois questions :
1. Est-ce que les États-Unis sont, ou ont été, un empire ?
2. Si les États-Unis sont, ou ont été, un empire, quand le sont-ils devenus ?
3. Si les États-Unis sont actuellement un empire, est-ce bien ou mal, ou bien ni l'un ni l'autre ?

Les partisans de l'idée selon laquelle les États-Unis constituent un empire affirment que cette désignation est pertinente en raison du statut incontesté de superpuissance sans rivale depuis la fin de la Guerre froide qui s'exprime dans le domaine culturel, dans le concept de « Destinée manifeste » et de l'exceptionnalisme américain. Ils invoquent également, des ingérences politiques du gouvernement américain ou des interventions militaires dans des États étrangers, à la suite de la création de la Bizone et de la Doctrine Truman pendant la guerre froide pour contenir le communisme en intervenant comme :
- L'intervention en Grèce pour empêcher la guérilla communiste de prendre le pouvoir à partir de 1947.
- guerre de Corée : intervention militaire entre 1950 et 1953 pour empêcher non seulement la Corée du Nord communiste de s'emparer de la Corée du Sud mais pour tenter de réunifier toute la péninsule au profit de la Corée du sud et des États-Unis.
- L'intervention de la CIA en Iran pour renverser Mossadegh en août 1953.
- L'intervention de la CIA au Guatemala pour renverser Jacobo Arbenz en juin 1954.
- Tentative infructueuse de la CIA en Indonésie pour renverser le président Soekarno en mars 1958.
- L'intervention militaire au Liban en juillet 1958.
- Les tentatives d'assassinat de Fidel Castro, à partir de mars 1960.
- L'intervention de la CIA en septembre 1960 pour renverser au Congo Patrice Lumumba.
- La tentative d'invasion de la Baie des Cochons à Cuba en avril 1961, organisée par la CIA.
- En février 1962, deux mois après que Cuba ait annoncé son adhésion le 2 décembre 1961 au marxisme-léninisme Cuba se voit imposer un blocus économique par la plupart des pays de l'Amérique latine et est exclu de l'OEA pour cause d'impossibilité d'une présence communiste dans l'hémisphère occidental. Un projet d'invasion directe de l'ile est organisé au printemps par l'administration Kennedy.
- En novembre 1962 l'impérialisme américain doit pour une fois reculer dans sa zone d'influence : en échange du retrait des missiles nucléaires soviétiques de Cuba, Washington s'engage à ne pas envahir Cuba[8].
- Répression à Panama par le Southern Command américain en janvier 1964 d'une manifestation contre l'occupation américaine.
- L'aide de la CIA aux militaires brésiliens pour renverser le 31 mars 1964 le président réformiste Joao Goulart et le remplacer par une junte militaire. L'opération prévoyait, sous l'autorité du président Lyndon Johnson, une intervention militaire en cas de résistance du chef de l'État brésilien.
- En Indochine une manipulation autour des incidents du Golfe du Tonkin en août 1964 par l'administration Johnson, créés pour accroître l'envoi de soldats américains au sud-Viet-nam et justifier les bombardements systématiques sur la partie Nord gouvernée par un régime communiste.
- avril 1965-avril 1969 : envoi de plus de 500.000 marines américains au Sud-Viet-nam par les administrations Johnson et Nixon dans ce qu'on appellera désormais la guerre du Viet-Nam.
- La seconde occupation de la République dominicaine par les États-Unis à la suite de l'élection du dirigeant réformiste Juan Bosch et d'une guerre civile en avril 1965.
- Aide réussie de la CIA au coup d'état en Indonésie pour renverser Soekarno en octobre 1965.
- L'intervention de la CIA en Uruguay contre les Tupamaros de 1965 à 1973.
- Le soutien apporté par la CIA en 1966 et 1967 à la dictature bolivienne contre la guérilla menée par Che Guevara.
- L'intervention américaine, terrestre et aérienne, au printemps 1970 au Cambodge sur décision de l'administration Kissinger-Nixon.
- L'implication à nouveau de l'administration Kissinger-Nixon au Chili et de la CIA en 1973 dans le renversement de Salvador Allende, dont ils avaient déjà tenté en 1970 d'empêcher l'arrivée au pouvoir ; son éventuel soutien à l'Opération Condor
- Soutien ouvert à Suharto par l'administration Kissinger-Ford quand l'Indonésie en décembre 1975 envahit Timor.
- Implication plus discrète qu'au Chili de la même administration Ford dans le coup d'état militaire de mars 1976 en Argentine contre Isabel Peron.
- Le bombardement maritime des côtes libanaises à l'été 1983 pour réagir aux attentats contre les marines américains qui occupaient le Liban.
- Politique de déstabilisation économique et militaire de 1981 à 1983 des Sandinistes du Nicaragua, arrivés au pouvoir en juillet 1979.
- Annonce controversée au début de septembre 1983 de la destruction d'un Boeing sud-coréen, le Vol Korean Air Lines 007, qui contenait 269 personnes -passagers et membres d'équipage compris-, par la chasse soviétique, mais faisait intrusion au-dessus de son espace militaire. L'URSS et certains enquêteurs occidentaux accusèrent la CIA - qui annonça faussement l'atterrissage forcé à Sakhaline du Boeing - et le Pentagone d'avoir mis en danger de mort des centaines de personnes pour tenter de provoquer l'Union soviétique et tester son système de défense. Celui-ci s'alluma comme un sapin de Noël permettant aux Américains de récolter une moisson de renseignements. Tout en niant le bien-fondé de l'accusation, les Américains reconnurent officiellement quelques années plus tard qu'un de leurs avions-espions RC 135 se trouvait dans les parages de la zone où le KAL 007 fit intrusion[9].
- L'invasion de la Grenade à la suite d'un coup d'État en octobre 1983.
- Le minage des ports du Nicaragua ou opération Piranha en mars 1984. À la suite de la plainte du Nicaragua le président Reagan annonce qu'il ne tiendra pas compte de la décision
- Embargo sur l'économie du Nicaragua en mai 1985, malgré la légitimité du pouvoir sandiniste, issu de sa victoire électorale en novembre 1984.
- Le bombardement de Tripoli, capitale de la Libye en avril 1986 pour tenter d'assassiner le colonel Kadhafi.
- Destruction par erreur d'un Airbus iranien avec 290 personnes, le Vol Iran Air 655, dans le Golfe Persique, le 3 juillet 1988 par le porte-avion américain, Vincennes, causée par le soutien résolu des États-Unis à l'Irak dans sa guerre d'agression contre l'Iran, et par les suites d'une provocation américaine dans les eaux territoriales iraniennes[10]. Cette tragédie nourrit depuis 1990 la relance radicale de la polémique sur la destruction du Boeing-sud-coréen par la chasse soviétique en sortant à Moneron de l'espace aérien soviétique. D'après certains enquêteurs occidentaux en 1983 le Vol Korean Air Lines 007 fut plus vraisemblablement abattu, également par erreur, par un missile américain, loin de Moneron où s'y déroulait une bataille sanglante qui provoqua la destruction d'au moins trois avions militaires américains et l'atterrissage à Sakhaline d'un autre avion. Cet avion, la CIA et les radars d'Hokkaido annoncèrent ainsi par erreur être le Boeing. D'après les recherches de ces enquêteurs, Michel Brun, John Keppel, les Japonais découvrirent en septembre 1983 à l'île Moneron les restes d'un avion militaire américain, sans y retrouver un seul débris du KAL 007[11]. Un débris de missile portant la marque  N3 - lettre latine inconnue dans l'alphabet cyrillique russe - fut repêché par les Japonais au milieu des débris du Boeing, loin de Moneron.
- L'Opération Juste Cause en décembre 1989 qui a abouti au renversement du dictateur panaméen Manuel Noriega[12].

Selon les opposants à l'usage de ce terme, les États-Unis ont eu la possibilité de devenir un empire au moment des guerres hispano-américaines, mais ont depuis abandonné cette idée. Ils ajoutent que comparer la superpuissance des États-Unis avec celle d'un empire serait incorrect, d'autant qu'ils perdent de l'influence dans la phase actuelle de recomposition des pôles politiques, économiques et culturels mondiaux. Ils soulignent également que la domination américaine est non « la résultante d'un dessein » mais la conséquence des guerres fratricides entre Européens et de l'incapacité de ces derniers à faire face à la menace communiste. Thérèse Delpech considère ainsi que « le rêve américain est plutôt de poursuivre une expérience sur son continent que de courir le monde », en particulier à cause de l'histoire du pays, qui s'est construit contre un empire et reste rétif à l'autorité centrale ou fédérale[source insuffisante].
Après la chute de l'URSS et la fin de la Guerre froide (en 1991), de nouveaux termes sont apparus pour désigner la domination américaine :
- Les intellectuels américains d'extrême gauche[14][réf. à confirmer], dont Noam Chomsky et Gore Vidal, critiquent l’« empire américain ».
- Hubert Védrine, ministre français des Affaires étrangères dans le gouvernement Jospin (1997-2002), parle d'hyperpuissance.
- D'autres préfèrent utiliser les mots « hégémonie » ou encore « leadership » pour parler d'une domination indirecte et non territoriale.

Également, les anti-fédéralistes, tels que Thomas Jefferson, et plus généralement des démocrates, comparent Washington à Rome. Il s'agit dans ce cas de comparer les institutions de la république de Rome (de 509 à 27 avant notre ère) à celles de la république américaine (à partir de 1774), celle des « pères fondateurs » (notamment de Thomas Jefferson)[réf. nécessaire].

## Évolution de la notion dans le temps

### De l'Empire néo-colonial américain à la «politique de bon voisinage» puis à l'ingérence extérieure

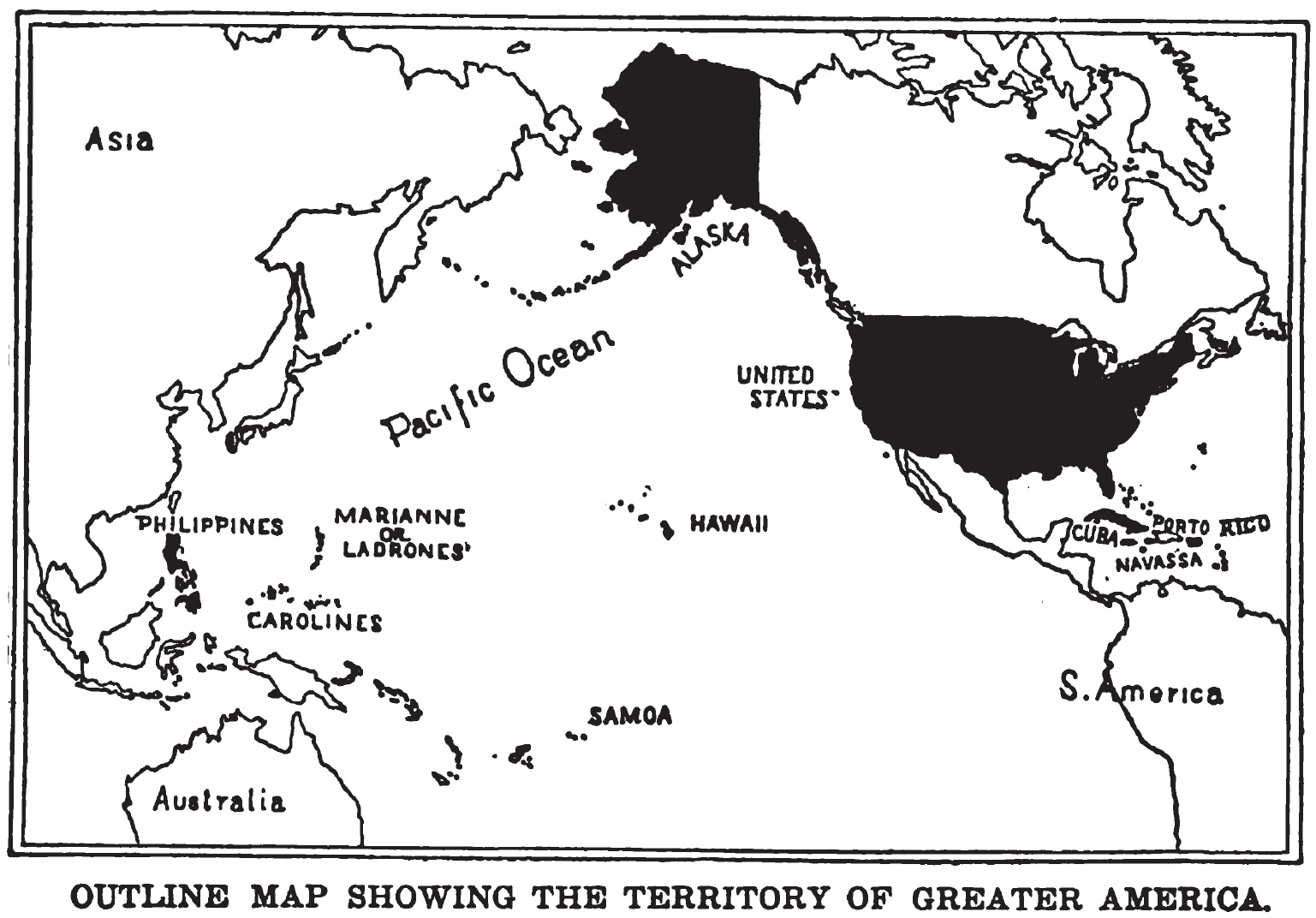
Carte de « greater America » de 1899.

Cette envie d'empire serait née dans l'esprit américain à la suite de leur victoire dans la Guerre américano-mexicaine précédant la guerre de sécession et l'après conquête de l'Ouest suivant indirectement la doctrine Monroe,.
Depuis les années 1880, les esprits américains étaient donc gagnés par le sentiment nouveau que les États-Unis ne pouvaient se contenter d’une aire d’influence circonscrite aux deux Amériques mais qu’ils étaient appelés à jouer un rôle de plus en plus grand sur la scène mondiale. En 1885, le révérend Josiah Strong publia un livre intitulé Our Country: Its Possible Future and Its Present Crisis (Notre pays : Son avenir possible et sa crise actuelle) qui en 10 ans se vendit à 170 000 exemplaires dans le pays. L’auteur y exprimait la conviction que « la race anglo-saxonne », dont les États-Unis illustraient le plus parfaitement la supériorité, finirait par dominer le monde en vertu, précisait-il, du principe darwinien que « le plus apte survit ». Cinq ans plus tard, en 1890, Alfred Thayer Mahan, officier de marine et historien, fit paraître un ouvrage The Influence of Sea Power upon History, 1660–1783 (L’influence de la puissance maritime sur l’histoire – 1660-1783) où il développait l’idée que sans la maîtrise des mers et des océans, aucune nation ne pouvait accéder à la suprématie. Cette année-là, le Congrès votait la construction de trois navires de guerre. En mars 1895, le sénateur Henry Cabot Lodge publie un article retentissant intitulé Our Blundering Foreign Policy (Les cafouillages de notre politique étrangère). Selon lui, l’expansion territoriale était de première importance pour les États-Unis, notamment parce que « le commerce suit le drapeau » et qu’il fallait donc sensiblement accroître le nombre de bases navales et de vaisseaux. Toutefois, par rapport aux grandes puissances européennes, les États-Unis eurent tard des territoires outre-mer, les plus importants furent les Philippines après la guerre hispano-américaine de 1898,,. Le 2 juin 1898, le Washington Post publiait un éditorial resté célèbre : « Une prise de conscience nouvelle semble entrer en nous – un sentiment de force accompagné d’un nouvel appétit, le vif désir de montrer notre force […] Ambition, intérêt, soif de conquêtes territoriales, fierté, pur plaisir de se battre, quelque nom qu’on lui donne, nous sommes animés d’une sensation nouvelle. Nous voilà confrontés à une étrange destinée. Le goût de l’Empire est sur nos lèvres, semblable au goût du sang dans la jungle ».
Surtout en Amérique centrale et dans les Caraïbes, dès le début du XXe siècle, en 1901, le président Théodore Roosevelt inaugura une politique dite du « Big Stick » (« gros bâton ») qui, sans remettre en cause la souveraineté politique des États, entend intervenir militairement pour préserver les intérêts économiques et commerciaux des États-Unis, ce qu'on appellera en Europe dans la décolonisation de l'après-guerre le « néo-colonialisme ». Jusqu'en 1933 tous ses successeurs, Taft, Woodrow Wilson, Harding, Coolidge, Hoover la continuèrent. Elle s'appliqua à Cuba, Haïti, à la future République dominicaine, à Panama, au Mexique, au Nicaragua où on assista même, entre 1927 et 1932, à une guerre ouverte entre les marines américains et les révolutionnaires d'Augusto Sandino. En 1934 un an après son entrée en fonction Franklin Delano Roosevelt l'abrogea et la remplaça par une politique de bon voisinage très respectueuse du droit des peuples à disposer d'eux-mêmes. Il alla ainsi en 1938 jusqu'à laisser faire au Mexique une politique de nationalisation des entreprises américaines. On vit même à Cuba en 1940, fait sans précédent à cette date, des ministres communistes (Juan Marinello et Carlos Rafael Rodríguez) entrer dans un gouvernement. Mais cette politique fut progressivement abandonnée après sa mort et la création avec les débuts de la guerre froide en 1947 de la CIA, qui de surcroît étendra l'ancien interventionnisme dans toute l'Amérique du Sud et en Asie. Mais Franklin Roosevelt réussit à imposer au nom des anciens idéaux américains de l'indépendance des Philippines, qui deviendra  effective en 1946.
L'un des exemples les plus significatifs de cette extension de l'"aire d'influence" des États-Unis à l'ensemble des deux Amériques, ainsi que des ingérences extérieures de la CIA, sera plus tard au Chili la déstabilisation du gouvernement socialiste de Salvador Allende et de l'Unité Populaire, pourtant légalement et démocratiquement élu, aboutissant au coup d'état fasciste du 11 septembre 1973 d'Augusto Pinochet et de la junte militaire, sous le mandat de Richard Nixon et de son secrétaire d'état Henry Kissinger. La participation active des États-Unis et de la CIA à cette déstabilisation et à ce coup d'état, longtemps tenue secrète quoique bien connue et dénoncée dès le début par les partisans de l'Unité Populaire, est désormais historiquement admise,,. En portent témoignage, parmi d'autres, deux documents déclassifiés de la CIA, analysés par le journal Le Monde, qui montrent que dès 1970, le président Nixon souhaitait qu'Allende soit renversé, en étranglant l'économie et en déclenchant un coup d'État. En témoigne aussi l'assassinat, le 22 octobre 1970, du général René Schneider, Commandant en chef des Armées chiliennes  lors de l'élection de Salvador Allende, garant du processus démocratique et réputé fidèle au gouvernement d'Unité Populaire ; assassinat que la CIA elle-même reconnaîtra plus tard avoir commandité et encouragé,, sinon exécuté directement. Enfin, des leaders américains importants : le président Jimmy Carter en 1977, puis le secrétaire d'État Colin Powell en 2003, ont regretté et condamné l'implication américaine dans le coup d'état de Pinochet.

### Début de la CIA dans l'impérialisme américain
La CIA est créée en 1947 dans le but de défendre les intérêts américains à l’étranger, ce qui sort officiellement les États-Unis de leurs politiques isolationnistes. La CIA commence avec plusieurs échecs dans ses tentatives de défense des intérêts américains tels qu’une tentative avortée en 1949 de  renverser le gouvernement dictatorial communiste d'Albanie ou encore au début de  1950 par sa perception de la future guerre de Corée comme une distraction pour l’invasion de Taiwan et non comme une réelle menace. Cependant, dès 1953, avec la chute de Mossadegh, premier ministre iranien soupçonné de travailler avec les Soviétiques, l’opinion publique à l'égard de la CIA est redorée : celle-ci est perçue comme un outil pour contrer l’expansion du communisme et ainsi protéger les intérêts américains. Dans les années suivantes, plusieurs coups d’état et assassinat politique ont été causés par la CIA spécialement en Amérique latine, pour protéger les Américains des intérêts soviétiques grandissant dans cette région du monde. Quand le régime de l’URSS tombe en 1991, les objectifs de la CIA se tournent vers la lutte contre le terrorisme, et ce surtout depuis les attentats du 11 septembre 2001.

### La guerre du Viêt Nam

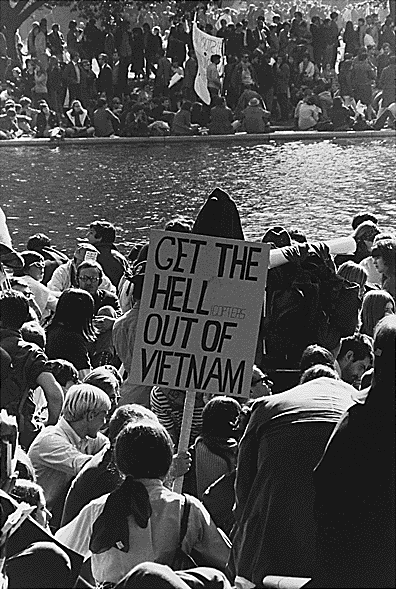
Manifestation contre la guerre du Viêt Nam, Washington DC, octobre 1967

La guerre du Viêt Nam est très attaquée par les opinions publiques mondiales et domestique, la nouvelle gauche et certains vétérans anti-guerre américain considérant cette guerre comme impérialiste et dictée par le capitalisme. À cause de cette guerre, beaucoup d'idées socialistes et révolutionnaires sont reprises par les partis politiques classiques à un niveau jamais vu depuis les années 1930. La guerre génère le plus fort mouvement anti-guerre de l'histoire des États-Unis, mettant fin à la conscription. Beaucoup de jeunes Américains qui rejetaient l'hypocrisie d'une démocratie dont étaient exclus les Afro-Américains et les populations non blanches du tiers monde deviennent anti-impérialistes et anti-capitalistes. En Europe du Nord, un tribunal d'opinion, le tribunal Russell, réuni en deux sessions au printemps et à l'automne 1967, accuse après une enquête minutieuse les Américains de génocide : au Nord comme au Sud du Vietnam davantage que les cibles militaires, les populations civiles sont sciemment et systématiquement frappées.
Le premier ministre Ngô Đình Diệm et ses alliés américains ignorent les accords de Genève de 1954 qui après la guerre française en Indochine imposent pour juillet 1956 des élections libres dans l'ensemble de la péninsule vietnamienne qui ne devait être que temporairement divisée en deux, car ils craignent une victoire des communistes, le nord étant plus peuplé et ne garantissant pas selon eux des élections justes. Après des élections largement truquées dans le sud Vietnam, Ngô Đình Diệm devient président et est salué par le gouvernement américain comme un nouveau héros du monde libre. Sa victoire est vécue comme une défaite par l'ancien pouvoir colonial français qui considère cette élection comme non démocratique et un complot des États-Unis pour rendre impossible la réunification du Vietnam, ce qui n'empêche pas la France de reconnaître le régime sud-vietnamien peu après. Pendant la guerre du Viêt Nam qui s'ensuit, il tombe sur la seule province de Quảng Trị plus de bombes que n'en reçoit toute l'Europe pendant la Seconde Guerre mondiale.
Raymond Aron explique qu'à la différence des Français en Indochine de 1946 à 1954 les Américains ne défendent pas un empire mais dans le cadre de la guerre froide au Sud-Vietnam un régime anticommuniste dans une stratégie de containment et la théorie des dominos. Et il n'y a pas non plus pour les Américains d'enjeu économique, de défense d'entreprises privées, nationalisées par l'ennemi. Pourtant les critiques de la guerre du Viêt Nam comme Noam Chomsky dénoncent la collusion entre le capitalisme et l'impérialisme, évoqué par Lénine dès 1916 ; ce par l'intermédiaire du complexe militaro-industriel seul bénéficiaire de la guerre. Pour eux la guerre du Viêt Nam est un échec politique car le conflit devient, avec la révolution cubaine, un symbole pour les pays en voie de développement de la résistance à la politique des États-Unis. Il crée par ailleurs une opposition politique intérieure très forte. L'échec est aussi économique, la guerre ne créant aucun gain et accentuant le déclin économique. D'autres auteurs anti-impérialistes comme James Petras et Robert Rhodes ou John Pilger considèrent cependant qu'au long terme la victoire vietnamienne a été une victoire à la Pyrrhus : le coût humain de la guerre était en effet exorbitant pour le Vietnam et les États-Unis, reprenant leur contrôle impérialiste sur tous les pays même les plus nationalistes après la chute du communisme, « recolonisaient » le Vietnam.

### La notion d'Empire américain après la fin de la guerre froide
Après la guerre froide, la menace représentée par l'impérialisme soviétique disparaît. Ne s'y substitue qu'une géostratégie de la Russie, plus régionale, qui ne se distingue pas des puissances émergentes voisines.
L'expression de « nouvel empire américain » fait référence à une forme de gouvernance internationale sous l’égide unilatérale des États-Unis d’Amérique, telle qu'elle aura été tentée principalement pendant le premier mandat du président George W. Bush et à travers la mise en œuvre de sa doctrine stratégique. Celle-ci, d'inspiration néo-conservatrice, envisage ouvertement le déclenchement d'une guerre préventive contre des gouvernements hostiles aux intérêts américains ou pour favoriser l'émergence d'un système démocratique dans d'anciennes dictatures, quitte pour cela, comme pour l'invasion de l'Irak en 2003, à passer outre à la nécessaire autorisation du Conseil de sécurité des Nations unies.
Cette doctrine est essentiellement le fruit de think tanks tels que l'Heritage Foundation ou le Project for the New American Century, hérauts d’une politique étrangère d’hégémonie planétaire, fondée sur la suprématie militaire et l’imposition d’une Pax Americana par les armes si nécessaire.
Pour Frank Furedi, un nouvel impérialisme apparaît avec la Guerre du Golfe (1990-1991) et la chute des régimes communistes en Europe, commençant une nouvelle phase d'intervention directe des États-Unis afin d'assurer ses ressources en matières premières au Moyen-Orient et en Afrique. Noam Chomsky, l'un des critiques les plus connus de l'impérialisme américain, considère que même si les États-Unis sont la seule et dernière superpuissance et dans la continuité de l'impérialisme commencé en 1492, c'est un empire dans le déni, souffrant d'amnésie historique. Pour lui, la guerre contre le terrorisme résultant des attentats du 11 septembre 2001 a permis aux élites américaines de bombarder et terroriser au nom de la liberté et de l'économie. Pour Chalmers Johnson, à la suite de la guerre, les États-Unis ont utilisé les concepts d'humanitarisme et de seule hyperpuissance pour dissimuler des motifs impérialistes et militaristes. Pour lui, l'objectif des États-Unis est d'établir une structure culturelle, économique et politique qui assure l'hégémonie de l'élite au pouvoir. Des néo-conservateurs comme Dick Cheney ou Paul Wolfowitz considèrent que la domination américaine est bonne pour les États-Unis et le monde et que cela justifie les dépenses militaires et l'utilisation de la force. Pour David Harvey et Chalmers Johnson, les États-Unis se dirigent vers un état de « guerre sans fin », où l’impérialisme est motivé par les propres contradictions internes et échecs du système, provoquant un retrait de la démocratie et des aides sociales, peu à peu remplacées par une dictature militaire utilisant l'apologie du pouvoir militaire et la propagande.

## L'empire existe-t-il?

### Présentation de la question
Un empire se caractérise par les pays obéissant à ses directives, soit du fait de l'influence douce (soft power) soit par la contrainte dure (hard power). Vu le nombre de moins en moins grand de pays pouvant être considérés comme acceptant cette soumission, il semble que l'empire américain soit, au XXIe siècle, sinon une illusion, du moins une réalité en net recul. Une marginalisation croissante des États-Unis - dans certains cas voulue par ce pays lui-même (refus d'adhérer à divers accords internationaux) - a lieu dans le cadre de la recomposition actuelle du monde sur les plans politique, économique et culturel. Il est ainsi de moins en moins pertinent de confondre mondialisation et américanisation, on peut même parler d'antinomie entre les deux concepts.

### Controverse
L'histoire a montré que les pays disposant d'une forte puissance ont toujours cherché à étendre leur territoire. Il en a été ainsi pour l'Empire romain, l'Empire russe, l'Empire ottoman, la Chine impériale, mais plus encore pour les empires coloniaux européens tels que l'Empire espagnol de Charles Quint, où le soleil ne se couchait jamais, l'Empire britannique et l'Empire colonial français, que ce soit par les conquêtes napoléoniennes ou la colonisation. Ainsi, la question de l'existence de l'empire américain est plus que jamais d'actualité, car l'hyperpuissance des États-Unis, utilise la force coercitive bien moins que le Royaume-Uni ou la France ne l'ont fait à l'époque de leur puissance : Adrien Lherm reprend cette idée que les Américains profitent de la mondialisation sans l’imposer par la contrainte (théorie du soft power) :
«  […] L’exportation du modèle américain répond moins à un programme impérialiste qu’à la pure et simple logique du profit – gourmand, oui, mais pas conquérant au sens militaire et politique. Ce qu’ils s’emploient aujourd’hui à faire, à l’échelle de la planète, c’est moins à imposer un exemple […] qu’à assurer des débouchés à leur puissant secteur culturel […]. »
C'est ce qu'on a pris l'habitude d'appeler en Europe dans les années 1960 après les indépendances africaines et asiatiques, le néo-colonialisme. Lorsqu'il y a une intervention sur un territoire étranger conduisant à une prise de contrôle politique, la volonté américaine a toujours été de pouvoir partir au plus vite, jusqu'à la dernière présidence tout au moins : Washington rendit rapidement sa souveraineté aux Philippines (en un demi-siècle), l'occupation du Japon après 1945 cessa en 1952, même si des bases militaires y demeurent encore. Pendant la guerre froide, le gouvernement américain n'a pas souvent utilisé la force pour réduire au silence les oppositions dans son camp : en France, Charles De Gaulle pouvait critiquer la puissance américaine et doter son pays de l'arme atomique. Lors de la deuxième guerre en Irak, l'Arabie saoudite interdit le survol de son espace aérien par les avions américains et la Turquie refusa le passage des troupes américaines. D'autre part, le personnel politique et administratif américain présent dans le monde est relativement faible, bien moins nombreux que le personnel militaire. Mais elle fut très forte en Amérique latine. La politique néo-coloniale du gros bâton initiée par Théodore Roosevelt en Amérique centrale et dans les Caraïbes, interrompue par Franklin Roosevelt, reprit dans les années 1950, s'étendit à toute l'Amérique du Sud : Cuba (jusqu'en 1959), Guatemala, Brésil, Saint-Domingue (ou République dominicaine), Uruguay, Chili, Argentine ; voire en Asie et en Afrique, avec les coups d'état de 1953 en Iran contre Mossadegh et de 1960 au Congo belge contre Lumumba. Elle doit à l'idée républicaine de rollback, radicalisant le containement démocrate d'Harry Truman. Tout gouvernement menaçant les intérêts économiques des États-Unis doit être renversé[réf. nécessaire]. La tentative avortée de débarquement de la baie des Cochons en avril 1961 par l'administration Kennedy démocrate fut préparée par les Républicains très proches des hommes d'affaires et désireux à ce titre de reprendre possession de leurs biens perdus. L'indépendance des Philippines après un demi-siècle d'occupation corrobore indirectement plus qu'elle ne contredit ce diagnostic. Elle s'explique par l'idéalisme anticolonialiste du président Franklin Roosevelt qui impose à son peuple une politique de bon voisinage avec l'Amérique latine et accepte en 1938 les nationalisations d'entreprises américaines par le gouvernement mexicain de Lázaro Cárdenas.
Le premier chercheur à avoir théorisé sur l'Empire américain, en réaction à une idée reçue, ce fut en 1968 Claude Julien par un livre au titre éponyme. Ce n'est pas parce que les États-Unis ne possèdent pas de colonies, qu'ils ne constituent pas un Empire. Leur domination économique s'explique par des interventions multiformes pour protéger leurs intérêts économiques, desquels ils tirent - du moins pour la majorité de la population - leur très haut niveau de vie. L'auteur mit à jour la théorie huit ans plus tard avec Le rêve et l'Histoire deux siècles d'Amérique. Ce peu d'utilisation du « hard power », en dépit d'une puissance qui n'a eu que peu d'équivalent dans l'histoire de l'humanité, s'expliquant sans doute par le fait que l'espace américain est clos depuis la fermeture de la « Frontier » : le peuple américain, sans doute satisfait de l'étendue de son pays, ne veut pas agrandir son territoire par des conquêtes. En 1845, le journaliste John O'Sullivan pouvait encore proclamer que les États-Unis sont destinés à devenir l'empire universel propre à intégrer toutes les nations de la terre. Il pensait aux guerres avec le Mexique au cours desquelles dans les années 1830-1840 ils gagnent la Californie et le Texas. Mais, à partir du début du XXe siècle, la cohérence du territoire américain était telle qu'il semblait absurde d'envisager une politique de conquête, qui n'aboutirait qu'à une dénaturation de l'identité américaine. deux faits nuancent sensiblement ce constat.
Cette expansion territoriale s'est faite au détriment des peuples autochtones, décimés par les maladies et les combats. Dans le rêve et l'Histoire Claude Julien met en parallèle les deux guerres impérialistes guerre du Vietnam-guerres indiennes dans leurs forfaits communs : massacre de My Lai-massacre de Sand-Creek. D'ailleurs, écrit-il, quand le cinéaste américain Ralph Nelson veut dénoncer en 1971 le massacre de Mỹ Lai il choisit à travers le western Soldat bleu d'évoquer le massacre de Sand Creek. Huit ans après la fin officielle de la Frontière fin 1890 et le dernier grand massacre d'Indiens à Wounded Knee, les États-Unis étaient engagés dans une guerre sanglante aux Philippines, la guerre américano-philippine de 1899 à 1902.
Pour autant, chaque pays agissant via sa politique étrangère selon ses intérêts portant sur la sphère d'influence qu'il s'est identifiée, il convient d'être prudent sur l'utilisation du concept d'empire, lorsque les États-Unis ne font qu'exercer leur influence sur le monde.
Le relevé des oppositions à la politique étrangère des États-Unis permet de percevoir que, si l'emploi galvaudé de l'expression « Empire » est dépassé, l'impérialisme prend des formes nouvelles elles-mêmes objet de controverse, l'Histoire ne se répétant jamais à l'identique.
« Les États-Unis n'ont pas une politique impériale dans le sens où ils ne cherchent pas à contrôler ou à annexer directement des territoires un peu partout dans le monde. On parle d'empire, faute de trouver meilleur qualificatif, alors que cette notion même est très controversée chez les politologues. En revanche, on peut dire que les États-Unis mènent une politique hégémoniste, qui vise à asseoir leur démocratie sur le reste du monde de manière plus subtile et par des moyens plus indirects (comme la diplomatie, l'économie, la culture, la présence de bases militaires, etc.) ». Mais dans les faits pendant la guerre froide ils ont systématiquement soutenu des dictatures. Les deux films de Costa-Gavras, État de Siège, Missing analysent cette réalité en Uruguay et au Chili.
Pour l'universitaire Johan Höglund, « nier la dimension impériale de la politique étrangère des États-Unis peut être commode pour ceux qui servent cette politique, mais cela n'est d'aucune utilité dès lors qu'il s'agit d'étudier sérieusement le passé historique de l'Amérique et son présent politique ».

## Impérialisme culturel
Les débats sur l'« impérialisme culturel », généralement assimilé au « soft power », sont largement dissociés des débats sur l'histoire militaire américaine.

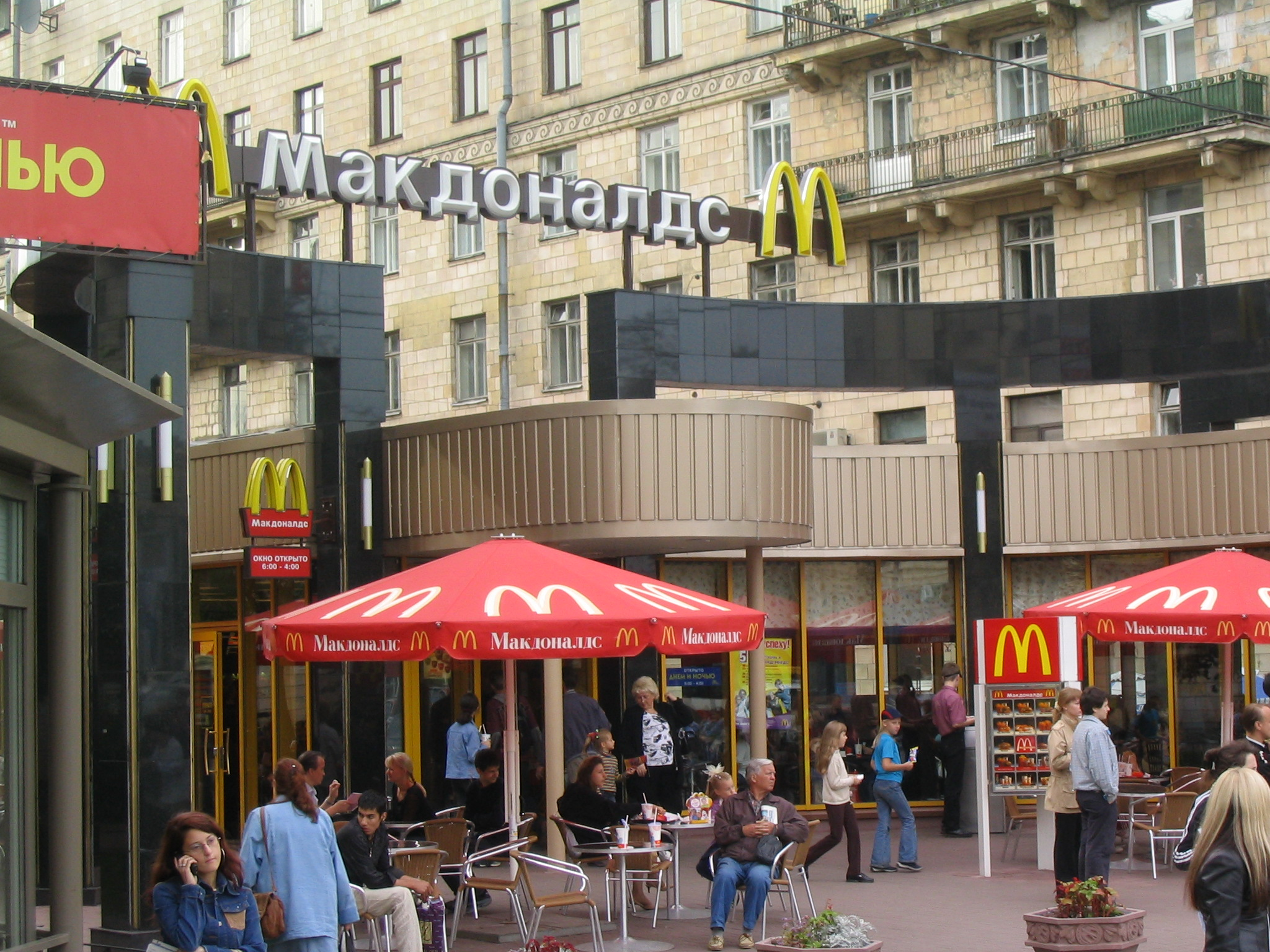
Un restaurant McDonald's au Russie.

Celui-ci se marquerait par plusieurs vecteurs, parmi lesquels la diffusion linguistique, la musique, le cinéma, et les marques :
- la pratique du « globish » (« Global English ») comme vecteur de communication entre non-anglophones ;
- la musique anglo-saxonne domine largement le marché occidental[55] ;
- les films (productions hollywoodiennes notamment) ont une distribution mondiale prépondérante (près de la moitié des films à l'affiche en Europe sont américains et cette proportion monte jusqu'à 70–80 % en Allemagne et au Royaume-Uni[56]). Les séries télévisées américaines sont aussi très diffusées ;
- l'exportation de grandes marques reconnues mondialement, telles que Coca-Cola, Levi's ou Nike. Cette diffusion a participé à la diffusion d'un style de vie américain à travers le monde.

## Déploiement militaire global

Le déploiement des Forces armées des États-Unis dans des bases militaires à travers le Monde selon le schéma mouvant des sphères d'influence est perceptible au travers de la répartition géographique du commandement Interarmées de Combat. Cette présence globale permettant la projection de la puissance armée, sous la forme la plus adaptée à l'action requise par la géostratégie et la tactique, fournit la base arrière des interventions militaires depuis 1947. Ce déploiement contribue pour beaucoup, dans l'opinion publique mondiale, à la perception d'un « empire américain ».

Situation de fait, les États-Unis constituent depuis la fin de la guerre froide la seule puissance héritière du clivage géopolitique contemporain qui ait maintenu une capacité de projection de sa puissance militaire sur l'ensemble du globe. Le United States Transportation Command est un des moyens permettant cette projection avec efficacité et volume. Pour le maintien de cette puissance militaire, les États-Unis allouent chaque année un budget de 600 à 700 milliards de dollars à leurs forces armées, soit en ordre de grandeur environ 3 fois plus que la Chine, et 10 fois plus que des pays comme la France, la Russie, le Royaume-Uni, l'Inde, l'Allemagne.

Croquis sur la puissance militaire des États-Unis : systèmes d'alliances, dépenses militaires, principales bases et déploiement de la marine en juin 2015.

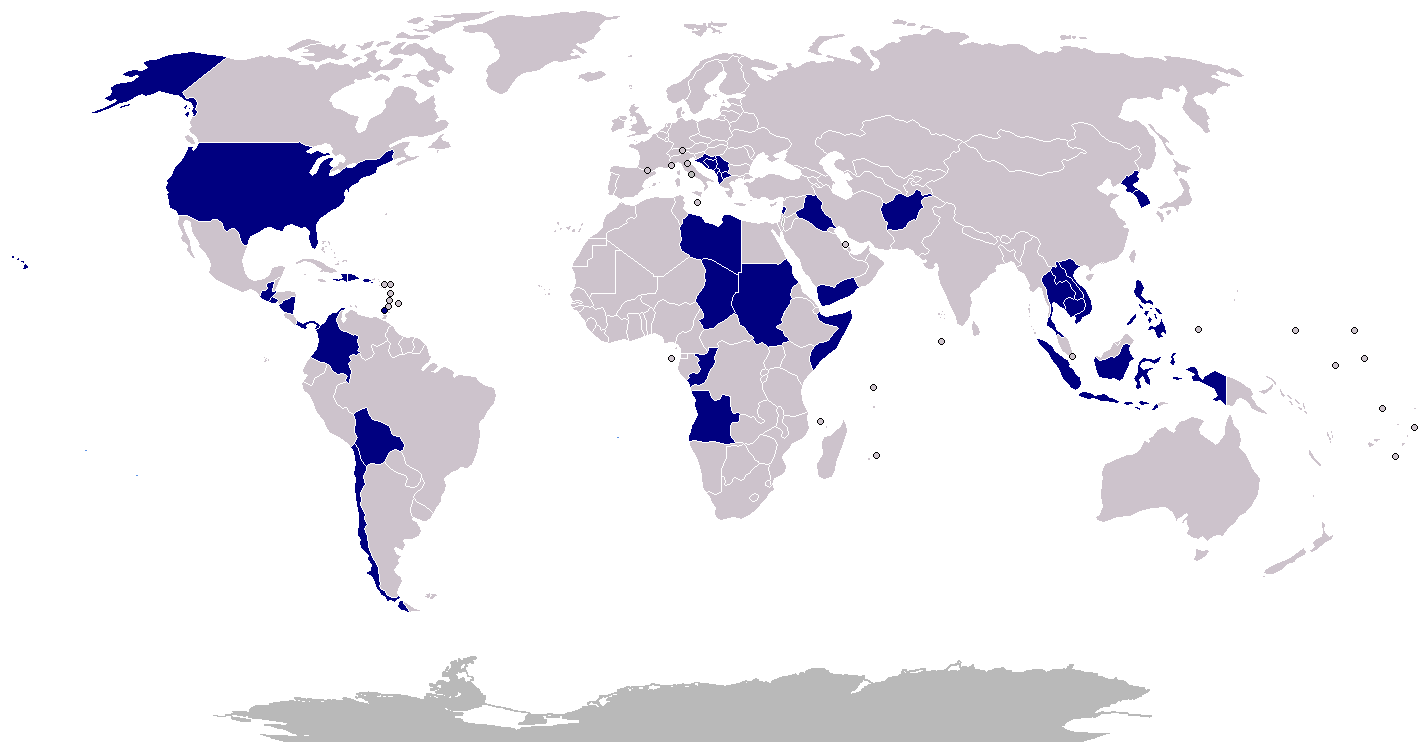
Interventions militaires américaines depuis 1950